# Seleção da Cascádia de Futebol
A Seleção da Cascádia de Futebol é uma equipe oficial de futebol que representa a região da Cascádia dos Estados Unidos e do Canadá e é controlada pela Cascadia Association Football Federation (CAFF). A equipe é composta por jogadores dos estados norte-americanos do Óregon e de Washington e da província canadense da Colúmbia Britânica. A missão declarada da equipe é "... permitir que a Cascádia seja uma entidade cultural distinta, uma biorregião isolada e uma sociedade em crescimento com interesses comuns a serem representados em nível internacional no esporte pelo qual todos nós somos apaixonados". A CAFF é um membro da ConIFA. Não é membro da FIFA ou de qualquer confederação ou subconfederação, pois a região é totalmente parte dos Estados Unidos ou do Canadá. No entanto, a CAFF não se opõe a essas organizações e se considera como uma equipe representativa regional não pertencente à FIFA.
Desta forma e similar à Seleção Catalã de Futebol, os jogadores da Cascádia podem participar em torneios da FIFA e fora da FIFA, já que os "caps" que não são da FIFA não têm relação com o fato de a FIFA ser empatada. Espera-se que a equipe ajude a expor mais jogadores da região à competição internacional, bem como promover uma conexão entre a cultura da Cascádia com outras regiões e povos ao redor do mundo. A equipe participou da Copa do Mundo ConIFA de 2018, e terminou a competição em sexto lugar.